# Non-departmental public body
Un non-departmental public body (NDPB), in italiano ente pubblico non dipartimentale, è un'istituzione del Regno Unito con funzioni principalmente consultive che si occupa di gestire fondi per specifiche iniziative o servizi.
Tale genere di enti possono essere di carattere consultivo (Advisory NDPB), come ad esempio il Committee on Standards in Public Life e la Low Pay Commission, oppure i cosiddetti Executive NDPB, con funzioni esecutive, amministrative, commerciali o normative (ad esempio l'Arts Council of England, l'Environment Agency, e l'Health and Safety Executive).